# Imigração nigeriana na China
A imigração nigeriana na China é o processo migratório de pessoas da Nigéria para a República Popular da China.

## População
De acordo com o senador nigeriano David Mark, em visita à China em maio de 2014, havia cerca de 10 000 nigerianos que vivem no país. Os nigerianos vivem principalmente em Guangzhou, na província de Guangdong. Em 2015, o embaixador chinês na Nigéria, Gu Xiaojie, declarou que os nigerianos eram a maior população africana na China.

## História
Os nigerianos foram implicados na agitação entre africanos e a polícia de Guangzhou em 2009 e 2012. Em 2009, dois nigerianos fugiram de uma operação policial contra imigrantes ilegais pulando de uma janela. Eles ficaram feridos, mas havia rumores de que eles morreram em uma briga séria. Em 2012, um nigeriano sob custódia policial faleceu após uma disputa com um motorista de táxi.

## Reputação
Muitos deles, especialmente nigerianos, são conhecidos por serem muito chamativos e por fumarem maconha abertamente em um país estrangeiro, isso é ridículo.

Embaixador Sola Onadipe

De acordo com Sola Onadipe, embaixador da Nigéria em Pequim entre 2014 e 2016, os nigerianos que moravam em Guangzhou eram "notáveis por cometer crimes de drogas, comportamento provocativo em público e imigração ilegal". Durante uma entrevista em fevereiro de 2014 no Vanguard, um diário nigeriano, o embaixador lamentou que embora houvesse muitos migrantes em Guangzhou de países africanos vizinhos como Costa do Marfim e Gana e da África francófona, que não foram perseguidos pela polícia, mas apenas concentrados na comunidade nigeriana. Em julho de 2013, muitos nigerianos foram presos em uma batida policial no Linhua Hotel sob a suposição de que eram traficantes de drogas. A Agência de Segurança Pública de Guangzhou prendeu 168 suspeitos, a maioria nigerianos e malianos, e encontrou heroína, metanfetamina e uma grande quantia em dinheiro.